# (8063) Cristinathomas
(8063) Cristinathomas est un astéroïde de la ceinture principale.

## Description
(8063) Cristinathomas est un astéroïde de la ceinture principale. Il fut découvert le 7 décembre 1977 à l'observatoire Palomar par Schelte J. Bus. Il présente une orbite caractérisée par un demi-grand axe de 2,95 UA, une excentricité de 0,05 et une inclinaison de 2,6° par rapport à l'écliptique.

## Compléments